# مايكروسوفت هولولنز
مايكروسوفت هولولنز (بالإنجليزية: Microsoft HoloLens)‏ هي منصة حوسبية للواقع المعزز  على شكل نظارات ذكية تلبس بالرأس من تطوير و إنتاج شركة مايكروسوفت، تُمكن التطبيقات من دمج ومزج العناصر والأجسام المادية الملموسة في العالم الحقيقي مع العناصر الوهمية أو الأفتراضية من الواقع الأفتراضي (و التي تطلق عليها مايكروسوفت اسم «الهولوغرام» ) بحيث ينظر إليها كأنها موجودة معا في بيئة مشتركة.
في اذار (مارس) 2016 طرحت نسخة غير تجارية من الهولولينز مخصصة لمطوري البرمجيات في الولايات المتحدة الأمريكية وكندا بصورة خاصة و بسعر قدره 3000 دولار أمريكي. في فبراير 2016 أعلن اليس كيبمان مخترع الهولولينز أن مايكروسوفت ستأجل موعد الإطلاق الرسمي والذي كان مقررا للنسخة التجارية (المعدة للمستهلكين).

## التصميم
تتكون المايكروسوفت هولولنز (وهي الجهاز الرئيسي للوندوز  هولوغراف) من جهاز كومبيوتر على شكل نظارات ذكية لاسلكية مزودة بنظام وندوز 10، تستخدم حساسات متطورة مع شاشة تجسيمية (استريوسكوبية) ثلاثية الأبعاد مزودة بسماعة رأس ذات صوت حَيزي لتشغيل تطبيقات الواقع المعزز.

## عتاد الهولولينز
تحتوي المايكروسوفت هولولينز على وحدة قياس القصور الذاتي والتي تتضمن مقياس تسارع (accelerometer) و مدوار (gyroscope) و مقياس المغناطيسية (magnetometer)، وأيضا على أربعة مستشعرات «مدركة للبيئة المحيطة» و كاميرة تصوير عُمقي ذات كفاءة-طاقة عالية وبزاوية رؤية بمقدار 120 × 120 درجة و كاميرة تصوير فيديو بجودة 2 ميغابكسيل و مصفوفة من أربعة مايكروفونات ومكشاف ضوئي.